# Tiro olímpico en los Juegos Suramericanos de 2006
El tiro olímpico fue una disciplina participante en los Juegos Suramericanos de 2006 en Buenos Aires, Argentina. El deporte constó de ocho eventos (cuatro por sexo) y se llevaron a cabo en las instalaciones del Tiro Federal Argentino - Buenos Aires.

## Medallero
| Medallero del tiro olímpico en los Juegos Suramericanos de 2006 | Medallero del tiro olímpico en los Juegos Suramericanos de 2006 | Medallero del tiro olímpico en los Juegos Suramericanos de 2006 | Medallero del tiro olímpico en los Juegos Suramericanos de 2006 | Medallero del tiro olímpico en los Juegos Suramericanos de 2006 | Medallero del tiro olímpico en los Juegos Suramericanos de 2006 |
| --------------------------------------------------------------- | --------------------------------------------------------------- | --------------------------------------------------------------- | --------------------------------------------------------------- | --------------------------------------------------------------- | --------------------------------------------------------------- |
| º                                                               | País                                                            | Oro                                                             | Plata                                                           | Bronce                                                          | Total                                                           |
| 1                                                               | Argentina                                                       | 5                                                               | 3                                                               | 1                                                               | 9                                                               |
| 2                                                               | Venezuela                                                       | 2                                                               | 0                                                               | 3                                                               | 5                                                               |
| 3                                                               | Chile                                                           | 1                                                               | 1                                                               | 0                                                               | 2                                                               |
| 4                                                               | Ecuador                                                         | 0                                                               | 1                                                               | 2                                                               | 3                                                               |
| 5                                                               | Bolivia                                                         | 0                                                               | 1                                                               | 1                                                               | 2                                                               |
| 5                                                               | Brasil                                                          | 0                                                               | 1                                                               | 1                                                               | 2                                                               |
| 7                                                               | Colombia                                                        | 0                                                               | 1                                                               | 0                                                               | 1                                                               |
| Total                                                           | Total                                                           | 8                                                               | 8                                                               | 8                                                               | 24                                                              |

## Resultados

### Eventos masculinos
| Evento                   | Oro                                                | Plata                                                           | Bronce                                                     |
| ------------------------ | -------------------------------------------------- | --------------------------------------------------------------- | ---------------------------------------------------------- |
| 10 m rifle individual    | Mauricio Andrés Huerta García                      | Angel Rosendo Dolarte                                           | Pablo Damian Álvarez                                       |
| 10 m rifle por equipos   | Angel Rosendo Dolarte Pablo Damian Álvarez         | Mauricio Andrés Huerta Garcia Gonzalo Andrés Moncada Zilleruelo | Juan Diego Moscoso Harris Fabian Tarquino Rosado Solorzano |
| 50 m pistola individual  | Rafael Alberto Olivera Araus                       | Diego Luna Avellaneda                                           | Marco Antonio Nuñez Vera                                   |
| 50 m pistola por equipos | Rafael Alberto Olivera Araus Diego Luna Avellaneda | Luis Alberto Guilcapi Suárez Esteban Patricio Moscoso Harris    | Marco Antonio Nuñez Vera Felipe Beuvrin Jelambi            |

### Eventos femeninos
| Evento                   | Oro                                                             | Plata                                                        | Bronce                                                        |
| ------------------------ | --------------------------------------------------------------- | ------------------------------------------------------------ | ------------------------------------------------------------- |
| 10 m rifle individual    | Elena Zeid Cecilia                                              | Amelia Rosa Fournel                                          | Ana Carina Garcia Kradolfer                                   |
| 10 m rifle por equipos   | Elena Zeid Cecilia Amelia Rosa Fournel                          | Ana Carina Garcia Kradolfer Wendy Daisy Palomeque de la Cruz | Diliana Carolina Mendez Ceballos Maria Antonella Dorato Ramos |
| 25 m pistola individual  | Editzy Pimentel Pimentel Guevara                                | Ana Luiza Ferrao Vie Mello                                   | Carmen Elena Malo                                             |
| 25 m pistola por equipos | Editzy Pimentel Pimentel Guevara Josmarla Jazmin Simanca Rattia | Amanda Haydee Mondol Cuellar Adriana Lucia Rendon Martinez   | Ana Luiza Ferrao Vie Mello Rachel Maria de Cast Silveira      |

- Datos: Q20018397